# 대구신문
대구신문(大邱新聞)은 대구광역시에서 발행되는 종합 일간지다. 대구경북 지역의 뉴스들을 중점적으로 보도하며, 본사는 대구광역시 동구 동부로 94 (신천동 283-8)에 있다.
대구일보와는 별개의 신문사다.